# Campénéac
Campénéac är en kommun i departementet Morbihan i regionen Bretagne i nordvästra Frankrike. Kommunen ligger i kantonen Ploërmel som tillhör arrondissementet Vannes. År 2022 hade Campénéac 1 940 invånare.

## Befolkningsutveckling
Antalet invånare i kommunen Campénéac
| Referens: INSEE |